# (35244) 1995 TX7
1995 TX7 (asteroide 35244) é um asteroide da cintura principal. Possui uma excentricidade de 0.06175430 e uma inclinação de 1.14825º.
Este asteroide foi descoberto no dia 15 de outubro de 1995 por Spacewatch em Kitt Peak.